# ВАЗ 2101
ВАЗ 2101 е съветски (произвеждан в бившия СССР) лек автомобил със задно предаване и каросерия тип седан. Това е първият модел, пуснат на пазара от Волжкия автомобилен завод. Автомобилът е лицензирано копие на FIAT 124 и бързо става един от най-разпространените леки автомобили в СССР и източният блок и един от символите на съветското и руското автомобилно производство. ВАЗ 2101 играе важна роля за масовото разпространение на автомобилите в СССР.

## Имена
ВАЗ 2101 е заводската номерация на модела. В СССР е продаван под името Жигули 2101. Първоначално под същото име е продаван и в чужбина, но впоследствие то е сменено с Лада 2101 (заради сходното му звучене с френската дума „жиголо“ – любовник срещу заплащане, мъжка проститутка). Версиите с десен волан за Великобритания се продават и като Рива 2101. В България моделът е по-известен като Жигули или разговорното Жигула.

## История
Основа на ВАЗ 2101 е FIAT 124 от 1966 г. Конструкцията е променена, за да може да отговаря на пътните условия в Съветския съюз – увеличен е просветът, усилени са окачването и каросерията, задните дискови спирачки са заменени с барабанни като по-издръжливи и по-устойчиви на замърсяване, добавен е „крив стартер“. Отвън се появява огледало за обратно виждане (отляво). Изменена е конструкцията на двигателя – разпределителният вал е пренесен в главата, увеличено е разстоянието между цилиндрите. Масата на автомобила е увеличена с 90 kg. Общо са направени 800 изменения.
На 19 април 1970 г. на главния конвейер на Волжкия автомобилен завод е сглобен първият автомобил, който бил свален от конвейера от италианския шеф-инструктор Бенито Гуидо Савоини.

## Модификации
- ВАЗ 2101 (1970) – първоначален вариант с двигател 1200 cm³.
- ВАЗ 21011 (1974) – с двигател 1300 cm³, изменени са много елементи в оформлението
- ВАЗ 21013 (1977) – оформлението на ВАЗ 21011 с двигател 1200 cm³
- ВАЗ 2101 – 94 – за милицията с двигател 1500 cm³ (от ВАЗ 2103).
- ВАЗ 21018 – с роторен двигател (едносекционен), 70 к.с.
- ВАЗ 21019 – с роторен двигател (двусекционен), 120 к.с.

На базата на ВАЗ 2101 е създаден също така комби вариантът ВАЗ 2102.

## Галерия
- ВАЗ 21011
- състезателен 2101
- Полицейски 2101 в ГДР
- Рива 2101 с десен волан в Англия

## Технически характеристики[1]
Някои основни параметри и размери:
- Брой на местата, включително мястото на водача – 5
- Чисто тегло (без полезен товар, бензин, масло, охлаждаща течност, резервно колело и инструменти) – 890 kg
- Тегло на зареден автомобил без полезен товар – 955 kg
- Полезен товар (включително 50 kg в багажника) – 400 kg
- Външен най-малък радиус на завиване по точката на предната броня на автомобила – не по-голям от 5,9 m
- Максимална скорост на разработения автомобил с разработен двигател по хоризонтална отсечка от сухо и равно асфалтирано шосе: с пълен товар – 140 km/h, с водач и един пътник – 142 km/h
- Време за ускоряване на автомобила от място с превключване на скоростите по хоризонтална отсечка от сухо, равно и право асфалтирано шосе: с пълен товар – 20 s, с водач и един пътник – 19 s
- Максимален наклон, преодолим от автомобила с пълен товар по отсечка от сух и равен път с твърда настилка, без предварително ускоряване, на първа скорост, за разработен автомобил с разработен двигател, при дължина на наклона не по-малка от 15 m – 34%
- Спирачен път на автомобил с пълен товар, движещ се със скорост 80 km/h до пълно спиране по хоризонтална отсечка от сухо и равно асфалтирано шосе – не повече от 38 m
- Контролен разход на гориво на 100 km/h изминат път, през лятото, за разработен автомобил с разработен двигател, движещ се на четвърта скорост с пълен товар и постоянна скорост 80 km/h – не повече от 8 l

Двигател:
Модел – ВАЗ-2101
Тип – четиритактов, бензинов, карбураторен
Брой и разположение на цилиндрите – четири в един ред
Ред на работа на цилиндрите – 1-3-4-2
Диаметър на цилиндъра – 76 mm
Ход на буталото – 66 mm
Работен обем на двигателя – 1.198 l
Степен на сгъстяване – 8.5
Номинална моюност по SAE при 5600 об/min – не по-малко от 65 к.с.
Максимален въртящ момент при 3400 об/min – не по-малко от 89 Nm
Минимален брой обороти в режим на празен ход – 750 – 800 об/min
Горивна система:
Карбураторът е от емулсионен тип, двукамерен с падаща струя и последователно отваряне на дроселовите клапи, с балансирана поплавъкова камера с разтоварващ клапан и система за изсмукване на картерните газове под дроселовата клапа, пневматичен икономайзер, диафрагмена ускорителна помпа, подгряване на системата за празен ход и мрежест филтър на тръбата за подаване на гориво. Пусковото устройство (устройството за пускане на „студен“ двигател) е въздушна клапа с полуавтоматичен диафрагмен механизъм. Бензиновата помпа е диафрагмена, с мрежест филтър и лост за ръчно подаване на гориво.
Въздухопречиствателят е със сезонно регулиране на отвора за засмукване на въздуха и сменяем филтриращ елемент от специален картон с елемент от синтетична вата за предварително почистване.
Система за вентилиране на картера – закрита, с маслоотделител и устройство за гасене на пламъка. Има самостоятелен филтриращ елемент, разположен във въздухопречиствателя.
Мазителна система:
Комбинирана – под налягане се мажат лагерите на коляновия и разпределителния вал и вала за задвижване на спомагателните агрегати; с разпръскване на маслото се мажат цилиндрите, газоразпределителния механизъм и задвижването му. Маслената помпа е зъбна. с маслоприемник и редукционен клапан в капака, и е разположена в картера на двигателя. Налягане на маслото при номинални обороти на коляновия вал и температура на маслото 85 °C: 3,5 – 4,5 Ata. Масленият филтър е пълнопоточен, с филтриращ елемент от специален картон.
Охладителна система:
Течна, от закрит тип, с полупрозрачен компенсационен резервоар. Термостатът е с твърд пълнител, в неразглобяем корпус, включен в системата чрез маркучи. Пропускателният му клапан започва да се отваря при температура 60 +/-2 °C, при температура 94 °C (напълно отворен) ходът му е не по-малък от 8 mm. Пластмасовият вентилатор с четири лопатки е разположен на вала на центробежната водна помпа и се задвижва от ремъчната шайба на коляновия вал посредством клиновиден ремък.
Запалителна система:
Акумулаторен тип с номинално напрежение 12 V. Прекъсвач-разпределителят на запалването Р-125 се задвижва се от вала за задвижване на спомагателните агрегати и има центробежен автоматичен регулатор на изпреварването на запалването и ръчен октан коректор от ексцентриков тип. Индукционната бобина е Б-117 и е без допълнителен резистор. Запалителни свещи – А7, 5ХС, с резба ISO М14x1,26, 6Е и дължина на завинтваната част 19 mm. Началният ъгъл на изпреварване на запалването от 5 – 7° преди ГМТ, в края на такта сгъстяване се определя по белезите върху ремъчната шайба на коляновия вал и върху капака на веригата за задвижване на разпределителния вал.
Система за изпускане на отработените газове – с два разположени последователно шумозаглушителя, изходната тръба е отзад
Трансмисия:
Съединител – сух, с диафрагмена притискателна пружина; изключването му е с хидравлично задвижване
Скоростна кутия – четиристепенна, със синхронизатори на висчки скорости за преден ход. Лостът за превключване на скоростите е изведен на тунела на пода. Предавателни числа: първа скорост – 3,75, втора скорост – 2.30, трета скорост – 1,49, четвърта скорост – 1,00, заден ход – 3,87
Карданно предаване – два вала с междинна еластична опора; предното шарнирно съединение е гумено, еластично. В двата края на задния вал са поставени шарнирни съединения с иглени лагери
Заден мост – твърда греда. Главно предаване – конично, хипоидно, с предавателно число 4,3
Окачване:
Предно окачване – независимо, на напречни подвижни рамена, с цилиндрични пружини, телескопични хидравлични амортисьори и напречна стабилизираща щанга.
Задно окачване – с цилиндрични пружини, телескопични хидравлични амортисьори, четири надлъжни и една напречна щанга
Кормилно управление:
Кормилен механизъм, състоящ се от глобоиден безкраен винт на сачмени лагери и ролка на иглени лагери, поставени в алуминиев корпус. Предавателно число на кормилния механизъм – 16.4. Крайните щанги са симетрични и независими за всяко колело, със задвижване от централен кормилен лост и средна щанга с опорен лост.
Колела:
Дискови, щамповани; джантите са с размер 41/21 – 13, закрепени с четири болта.
Гуми – камерни, диагонални или радиални, с размер 6.15/133
Спирачки:
Работни (крачни) спирачки: на предните колела – дискови, с два срещулежащи хидравлични цилиндъра; на задните колела – барабанни, с алуминиеви барабани, с чугунени втулки върху работната повърхност, със саморегулиращи се челюсти и един хидравличен цилиндър. Задвижването на спирачките е хидравлично, разделно за предните и задните колела, с педал и главен спирачен цилиндър (помпа) с две съосни бутала. В хидравличната система на задните спирачки е вграден регулатор на налягането, действащ в зависимост от натоварването на задния мост и предотвратяващ занасяне при спиране.
Спирачка за паркиране (ръчна) – задвижва челюстите на спирачките на задните колела посредствм стоманено въже и лост, изведен на туне; а на пода между предните седалки.
Електрообзавеждане:
Схема на електрическото захранване – еднопроводникова, отрицателния полюс на източниците и консуматорите е свързан с каросерията на автомобила – „на маса“. Номинално напрежение – 12 V.
Акумулатор – с капацитет 55 Ah при 20-часов режим на разреждане. Максимална сила на тока при ускорено разреждане в студено състояние (-18 °C) – 255 A.
Генератор на променлив ток – трифазен, с вграден токоизправител на силициеви диоди. Произвеждан ток при 5000 об/min – 42 A.
Реле-регулатор на напрежението – тип РР-380, вибрационен, двустепенен.
Стартер (пусков електродвигател) – с електромагнитно включване и муфа за свободен ход; мощност – 1,3 kW.
Табло с уреди:
Скоростомер с брояч на изминатите километри, горивомер, термометър на охлаждащата течност. Контролни лампи: за резерва от гориво (червена), за включена ръчна спирачка/ниско ниво на спирачната течност (червена), за ниско налягане на маслото (червена), за недостатъчно зареждане на акумулатора (червена), за включени пътепоказатели (зелена), за включени къси или габаритни светлини (морскосиня), за включени дълги светлин (синя).